# Valle di Gruppo
La Valle di Gruppo è una zona di protezione speciale della Rete Natura 2000 situata tra i comuni di Carpi e Novi di Modena, nella parte settentrionale della provincia di Modena.

## Descrizione e caratteristiche
Il sito si estende in una zona agricola di pianura intensamente antropizzata tra Carpi e Novi di Modena, attraversata dai canali di Gruppo, Acque Basse Modenesi, Cavo Lama e da una intricata rete di scoli e fossi che connette l'esteso e discontinuo mosaico costituito da ampie superfici coltivate a riso, bacini per l'itticoltura, stagni per l'attività venatoria, zone umide create e gestite per la fauna e la flora selvatica su terreni ritirati dalla produzione attraverso l'applicazione di misure agroambientali comunitarie.
Sono presenti anche significative superfici con siepi, filari alberati e praterie arbustate. I diversi tipi di ambienti naturali e seminaturali presenti costituiscono spesso ambienti tra loro complementari per lo svolgimento del ciclo biologico di numerose specie dell'avifauna acquatica.
All'interno del sito ricadono le Oasi di protezione della fauna "Garzaia Borsari" e "La Francesa".

## Fauna
Sono state segnalate almeno 33 specie di uccelli di interesse comunitario, 11 delle quali nidificanti: Tarabusino, Nitticora, Garzetta, Sgarza ciuffetto, Airone rosso, Voltolino, Schiribilla, Cavaliere d'Italia, Sterna, Martin pescatore e Averla piccola.
Il sito ospita anche una delle maggiori garzaie dell'Emilia-Romagna, con 300 nidi di Airone cenerino, 80-100 di Nitticora, 70 di Garzetta e 22 di Airone guardabuoi.
Si tratta, inoltre, di un'importante area di sosta e di alimentazione al di fuori del periodo riproduttivo per numerose specie, soprattutto acquatiche.
Tra gli anfibi, degna di nota per la sua abbondanza è la popolazione di Raganella italiana.

## Flora
All'interno del sito, che ha caratteristiche planiziali fortemente agricole, sono presenti sei habitat di interesse comunitario, che coprono poco meno del 4% della superficie: prevalgono gli habitat umidi di acque mesotrofiche perenni o periodiche, per lo più correnti e fiancheggiate da chenopodieti e paspaleti, non mancano alcune formazioni arboree planiziali a farnia ed alcuni margini elofitici con canneti e magnocariceti.
In riduzione e minacciato è l'habitat 3150 di acque mesotrofiche con vegetazione di Magnopotamion o Hydrocharition. Nel panorama agricolo un certo rilievo assumono specie spontanee di zone umide quali Erba pesce, Senecione palustre e Lino d'acqua. Sulla presenza e sul mantenimento di Quadrifoglio acquatico, piccola felce galleggiante estremamente volubile, permane grande incertezza.